# Жабниця (річка)
Жабниця (пол. Żabnica (dopływ Brnia)) — річка в Польщі, у Тарновському й Домбровському повітах Малопольського воєводства. Ліва притока Бреня, (басейн Балтійського моря).

## Опис
Довжина річки 35 км, найкоротша відстань між витоком і гирлом — 23,78  км, коефіцієнт звивистості річки — 1,48 . Формується притоками та багатьма безіменними струмками.

## Розташування
Бере початок у північній частині міста Тарнів. Спочатку тече переважно на північний захід через населені пункти Вихулувку, Ланг-Тарновський, Хоронжець, Жабно, Подлесе-Дембове, Гожице, Домбровку-Гожицьку, Адамеж, Цьвікув, Вульку-Грондзьку і у Волі-Менджеховській впадає у річку Брень, праву притоку Вісли.

## Притоки
- Велополька, Олесенка (праві); Жиманка (ліва)[3].

## Галерея

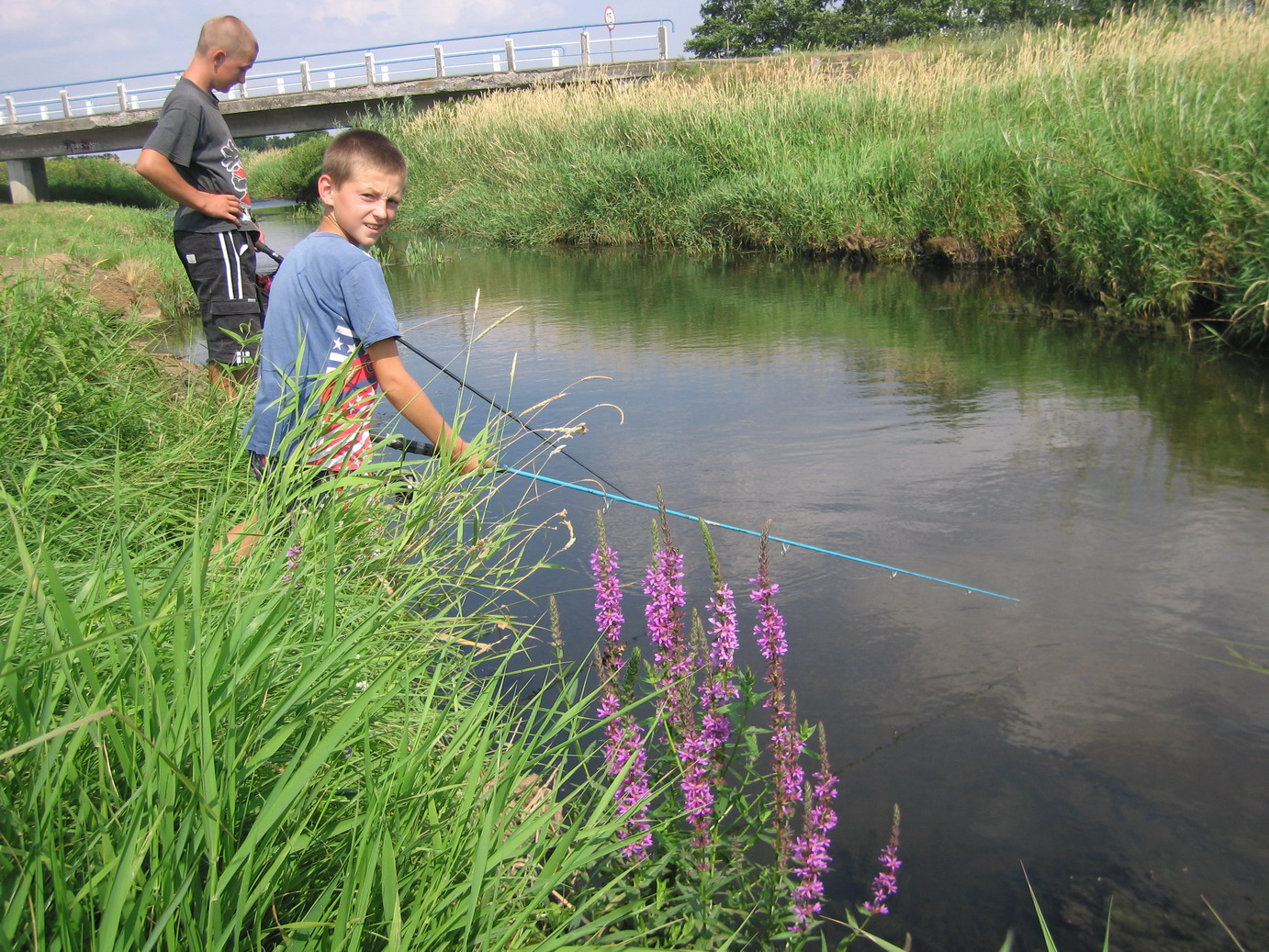
Річка Жабниця біля Домбрувкі-Бренські
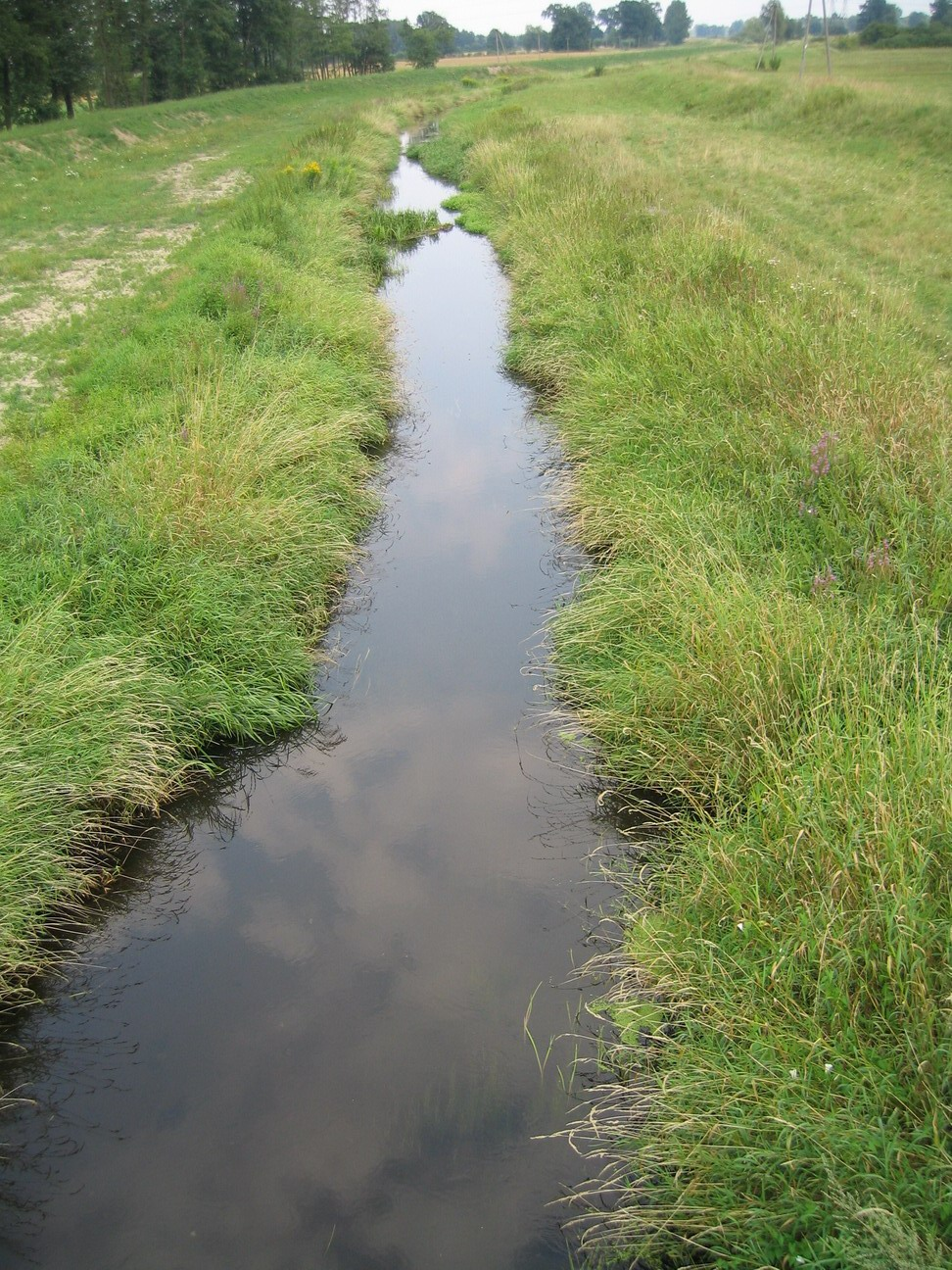
Річка Жабниця біля Волі-Менджеховській
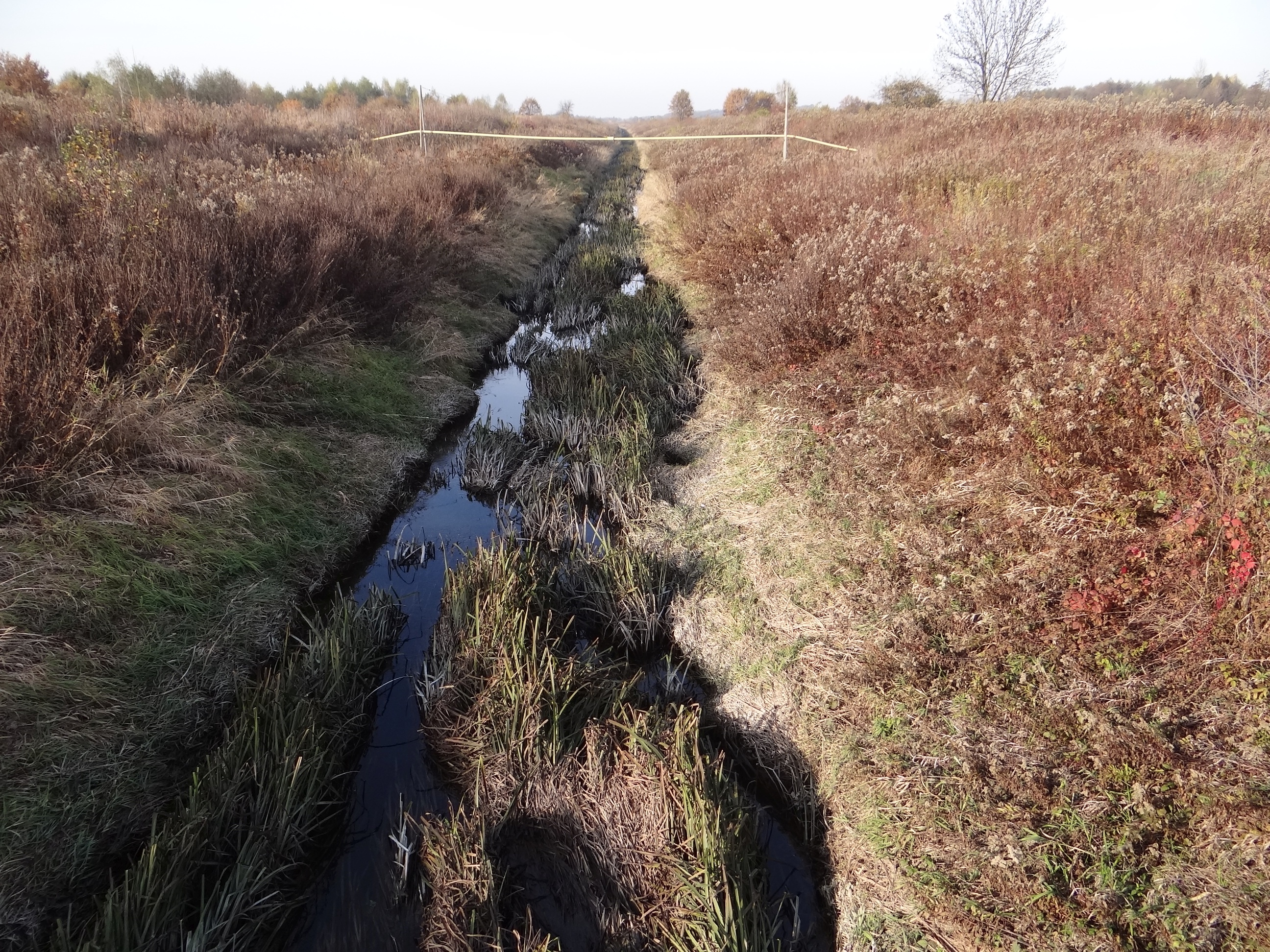
Річка Жабниця біля міста Жабно